# Erwin Scheffler
Erwin Scheffler (* 24. Mai 1927 in Königsberg i. Pr.; † 12. August 2009 in Kaiserslautern) war ein deutscher Fußballspieler, der im Spieljahr 1952/53 als Stürmer des 1. FC Kaiserslautern die deutsche Meisterschaft gewonnen hat.

## Laufbahn
Der Auswahlspieler Ostpreußens und des Südwestverbandes schloss sich schon als 9-Jähriger dem VfB Königsberg an, für den er bereits als 16-Jähriger an der Seite von Spielern wie Kurt Baluses, Kurt Krause oder Kurt Lingnau gelegentlich in der ersten Mannschaft des Vereins um die errungene Ostpreußenmeisterschaft und anschließend in einem Spiel um die deutsche Meisterschaft 1944 mitwirken durfte. Der VfB Königsberg selbst wurde zwischen 1940 und 1944 fünfmal hintereinander Gaumeister Ostpreußens. Angaben, nach denen Erwin Scheffler schon vor 1943 in der ersten Mannschaft des VfB Königsberg spielte, dürften auf einer Verwechslung mit seinem älteren Bruder Helmut Scheffler beruhen.
Nach dem Krieg kam Erwin Scheffler nach Schleswig-Holstein, wo er sich zuerst Rot-Weiß Niebüll und danach dem Itzehoer SV anschloss. Mit dem Itzehoer SV wurde Scheffler Schleswig-Holstein-Meister und stieg 1950 – wieder an der Seite von Kurt Krause, Kurt Lingnau und Spielertrainer Kurt Baluses – in die Fußball-Oberliga Nord auf. In der Oberligarunde 1950/51 absolvierte der Rechtsaußen und Torjäger 31 Spiele und erzielte 16 Tore, der ISV konnte aber den Klassenerhalt nicht bewerkstelligen und stieg wieder in die Amateurliga ab.
1951 erhielt Erwin Scheffler ein Angebot des 1. FC Kaiserslautern, für den der Rechtsaußen dann in der Oberliga Südwest in 160 Spielen bis zum Jahre 1959 107 Tore schoss. Das Debüt in der Oberliga Südwest feierte Scheffler am 26. August 1951 beim 4:2-Heimerfolg gegen Mainz 05 wo er sich auch als Torschütze auszeichnen konnte. 1953 wurde Erwin Scheffler mit den Pfälzern im Endspiel gegen den VfB Stuttgart, der mit 4:1 bezwungen wurde, Deutscher Fußballmeister. In der 78. Minute steuerte Scheffler selbst ein Tor zum Erfolg bei – die anderen Tore schossen Fritz Walter, Karl Wanger und Willi Wenzel. In den beiden Folgejahren reichte es mit Endspielniederlagen gegen Hannover 96 (1:5 1954) und Rot-Weiss Essen (3:4 1955) „nur“ zur deutschen Vizemeisterschaften. Mit dem Spiel am 19. April 1959 bei Borussia Neunkirchen – 2:4-Niederlage im Ellenfeldstadion; in der 7. Minute hatte er die „Roten Teufel“ mit 1:0 in Führung gebracht – verabschiedete sich Erwin Scheffler nach neun Runden bei den Lauterern vom höherklassigen Fußball. Neben seinen insgesamt 191 Oberligaeinsätzen mit 123 Toren stehen für ihn auch 22 Spiele in der Endrunde um die deutsche Fußballmeisterschaft mit weiteren neun Toren zu Buche.
Nach Beendigung seiner aktiven Spielerlaufbahn hatte Scheffler das Training der 1. FCK-Amateure übernommen. Hauptberuflich war er als Postbeamter tätig und betrieb nebenbei mit seiner Ehefrau eine Toto-Lotto- sowie eine Reinigungsannahmestelle.
Bis zu seinem Tod war Erwin Scheffler für den 1. FC Kaiserslautern als Mitglied des Ehrenrates aktiv.